# U.S. National Championships 1958
Gli U.S. National Championships 1958 (conosciuti oggi come US Open) sono stati la 78ª edizione degli U.S. National Championships e quarta prova stagionale dello Slam per il 1958. I tornei di singolare e doppio misto si sono disputati al West Side Tennis Club nel quartiere di Forest Hills di New York, quelli di doppio maschile e femminile al Longwood Cricket Club di Chestnut Hill, negli Stati Uniti.
Il singolare maschile è stato vinto dall'australiano Ashley Cooper, che si è imposto sul connazionale Malcolm Anderson in cinque set col punteggio di 6–2, 3–6, 4–6, 10–8, 8–6. Il singolare femminile è stato vinto dalla statunitense Althea Gibson, che ha battuto in finale in tre set la connazionale Darlene Hard. Nel doppio maschile si sono imposti Alex Olmedo e Hamilton Richardson. Nel doppio femminile hanno trionfato Jeanne Arth e Darlene Hard. Nel doppio misto la vittoria è andata a Margaret Osborne duPont, in coppia con Neale Fraser.

## Seniors

### Singolare maschile
Ashley Cooper ha battuto in finale  Malcolm Anderson con il punteggio di 6–2, 3–6, 4–6, 10–8, 8–6.

### Singolare femminile
Althea Gibson ha battuto in finale  Darlene Hard con il punteggio di 3–6, 6–1, 6–2.

### Doppio maschile
Alex Olmedo /  Hamilton Richardson hanno battuto in finale  Sam Giammalva /  Barry MacKay con il punteggio di 3–6, 6–3, 6–4, 6–4.

### Doppio femminile
Jeanne Arth /  Darlene Hard hanno battuto in finale  Althea Gibson /  Maria Bueno con il punteggio di 2–6, 6–3, 6–4.

### Doppio misto
Margaret Osborne duPont /  Neale Fraser hanno battuto in finale  Maria Bueno /  Alex Olmedo con il punteggio di 6–3, 3–6, 9–7.